# 不需要爱情的夏天 (电影)
《不需要愛情的夏天》（韓語：사랑따윈 필요없어）是一部拍攝於2006年的韓國電影，改編自日劇《不需要愛情的夏天》（原創劇本：龍居由佳里）。導演是李澈河，主要演員有文瑾瑩、金柱赫等。
主题曲為BoA唱的《SUNSHINE》。

## 劇情介紹
一個月內不償還債務，可能會危及生命的朱利安，和繼承巨額遺產卻很孤單的盲人少女柳旻，他們是堅信不需要愛情的男女。
朱利安是在號稱江南第一夜總會中以「紅牌牛郎」而聞名，為了得到柳敏的財產，他偽裝成柳旻已經離家出走的唯一哥哥柳真去尋找妹妹。但是後面有放高利貸的光秀追踪，前面則有對柳旻的財產垂涎三尺的李老師。

## 演員陣容
- 文瑾瑩 飾 柳旻[3]
- 金柱赫 飾 朱利安
- 都知嫄 飾 李老師
- 李基英 飾 光秀
- 晉　久 飾 泰浩
- 崔成浩 飾 吳代表
- 趙相件
- 徐玄振
- 鄭錫遠

## 外部連結
- 互联网电影数据库（IMDb）上《不需要愛情的夏天》的资料（英文）
- KMDb  （页面存档备份，存于）
- Naver電影 （页面存档备份，存于）
- Daum電影
- HanCinema（页面存档备份，存于）
- 官方網站 (Closed)